# Bollettino storico di Salerno e Principato Citra
Bollettino storico di Salerno e Principato Citra è una rivista salernitana pubblicata dal 1983 al 1999. Nel 2003 il Bollettino si fonde con Annali Cilentani e proseguendo quindi come Annali storici di Principato Citra.

## Storia editoriale
La rivista, nata nel 1982 dall'iniziativa di un piccolo gruppo di giovani studiosi di storia, ai quali si aggiungono altri, con diversa formazione e professione, comincia le sue pubblicazioni nel 1983. 
Augusto Placanica, nel presentare la rivista, invita la redazione costituita da Giovanni Guardia, Maria Antonietta Del Grosso, Francesco Sofia e Piero Cantalupo ad accettare e pubblicare solo articoli che abbiano "un problema dentro", poiché "senza problemi non vale la pena di scervellarsi sulle carte del passato".

## Struttura
La rivista prevede lavori di archeologia, filologia, ed edizione di testi per l'età antica e medioevale curati da Piero Cantalupo, per l'età moderna e contemporanea, curati da Francesco Sofia. Il settore storico-artistico è curato da Giovanni Guardia.
Sono pubblicati saggi sulla realtà territoriale dell'intera provincia di Salerno, anche se, in gran parte, l'interesse è rivolto a Salerno, alla piana del Sele e al Cilento. I temi maggiormente trattati sono: il paesaggio e i contratti agrari; la distribuzione e i modi di acquisizione della proprietà; la descrizione delle vicende di dispersione del patrimonio di diversi enti ecclesiastici; la trasformazione del reddito delle classi sociali nel Settecento; la formazione della rendita feudale; la ricostruzione di alcune primitive attività industriali; il fenomeno del brigantaggio nel Principato Citra ai primi dell’Ottocento; le strategie matrimoniali, l'età del matrimonio, le strategie di scelta del coniuge, la frequenza dei matrimoni clandestini e delle seconde nozze, la prevalenza della famiglia nucleare per i ceti bassi e la famiglia allargata per i ceti medio-alti; la peste del 1656; la mobilità professionale e i flussi migratori verso Salerno. Viene analizzato l'andamento della popolazione di Salerno dal Quattrocento alla prima guerra mondiale, della piana del Sele dal Seicento all'Unità, del Cilento nel Settecento. 
Ogni fascicolo è suddiviso in sezioni: Studi e ricerche, Note e discussioni, Fonti archivistiche, Informazioni e segnalazioni bibliografiche. Dal 1987 la struttura cambia: un'unica sezione dedicata agli studi e ricerche, seguita dalla sezione Informazioni e segnalazioni bibliografiche. Dal 1989 ha inizio la rubrica "Appunti di viaggio" a cura di Giovanni Guardia. Dal 13 settembre 1989, la redazione, su proposta di Sofia, avvia un progetto di ricerca sul patrimonio degli enti ecclesiastici nella diocesi di Salerno in età moderna (che tratterà i seguenti punti: segnalazione di documentazione inedita, monasteri femminili, conventi, credito ed enti ecclesiastici, cultura materiale ed enti ecclesiastici, consistenza numerica del clero secolare e regolare, monti di pietà e di maritaggio, parrocchie, confraternite, il patrimonio degli ordinandi e il loro cursus, la crisi del patrimonio, il decennio francese, la ricostituzione del patrimonio nella seconda restaurazione, contratti agrari e gestione). I risultati di queste ricerche vengono pubblicati nei fascicoli del 1990 e 1991.
Dal 1994 la rivista pubblica il primo volume di Ricerche, una serie di contributi sulla città di Salerno e paesi limitrofi. I saggi esaminano strutture e vicende poco conosciute con attenzione al periodo dal basso medioevo a tutto l’Ottocento.
Le fonti documentarie indagate sono rivele e catasti onciari, catasti murattiani, istrumenti notarili, registri di amministrazione e platee, relevii e apprezzi, contabilità private e familiari, stati d’anime e registri parrocchiali, processetti matrimoniali.

## Comitato editoriale e autori
Il direttore responsabile è Giovanni Guardia, il comitato di redazione già nel secondo numero del 1983 si allarga. Ai fondatori si aggiungono in tempi successivi Francesco Timpano, Giovanni Colangelo, Giuseppe Cirillo, Alfonso Conte, Antonio Infante, Massimo Bignardi, Raffaele D'Andria. Il Segretario ed amministratore dal 1983 al 1988 è composto da Francesco Timpano, in seguito sostituito da Giuseppe Cirillo.
Gli autori degli articoli pubblicati sono studiosi di storia, tra  cui docenti universitari, docenti delle scuole medie, funzionari delle soprintendenze, degli archivi, delle biblioteche, giovani laureati. Oltre ai componenti della redazione, scrivono sulla rivista Flaminia Arcuri, Francesco Barra, Giuseppe Barra, Annunziata Berrino, Stefano Borsi, Salvatore Bozza, Maddalena Buccella, Adriano Caffaro, Antonio Capano, Angelo Capo, Vittorio Cimmelli, Vincenzo Conte, Maurizio Coppola, Donato Cosimato, Maria Carmela De Caro, Angiola De Matteis, Pierfrancesco Del Mercato, Donato Dente, Lia Di Giacomo, Pietro Ebner, Maria Guglielmina Felici, Dario Galasso, Francesco Gandolfo, Mario Gigante, Gennaro Granito, Fernando La Greca, Ivonne Rosa Lupinelli, Marina Miraglia, Pasquale Natella, Giuseppe Pecoraro, Stefano Petrocchi, Antonio Puca, Maria Rosaria Quartararo, Giuseppina Reppucci, Vito Riviello, Silvana Saccone, Daniela Sinigalliesi, Giuseppe Trassari.